# Ланча Ипсилон
„Ланча Ипсилон" (Lancia Ypsilon) е мини автомобил, наследник на легендарните лайфстайл автомобили Ланча Y10 и Аутобианки А112. Произвеждана е в 3 генерации, от които последната все още се сглобява.

## Първа генерация

### История
Lancia Y или Тип 840 е произвеждан между 1996 и 2003. Дизайнът е дело на Енрико Фумиа и има коефициент на въздушно съпротивление Cx=0.32. Моделът е сглобяван в Мелфи, Италия. Моделът използва платформа на ФИАТ Пунто. През 2000 получава фейслифт.
Lancia Y дебютира като директен заместник на Lancia Y10 (продавана в Италия с марката Autobianchi Y10). Моделът стартира с 3 двигателя (всичките 4-цилиндрови редови), 3 вида скоростни кутии и 3 нива на оборудване, използвайки през целия си производствен период само каросерия с 3 врати. И трите двигателя са бензинови с работни обеми 1.1, 1.2 и 1.4 литра. Първите два са от фамилията FIRE (Fully Integrated Robotized Engine) и имат мощност съответно 55 и 60 конски сили. Имат комбинирано управление на запалителната и горивовпръскващата система (едноточков инжекцион) чрез електронен блок на Magneti Marelli. Най-големият мотор е с мощност 80 к.с., като на някои чужди пазари (като Германия) мощността му е 75 к.с. Този двигател е от серията Pratola Serra (името идва от града на производство), има един разпределителен вал и 12 клапана и е снабден с едноточков инжекцион Bosch Monomotronic. Най-малкият мотор се предлага само с 5 степенната ръчна скоростна кутия, 1.2 предлага избор между 3-те вида – 5 и 6-степенна ръчна и 4-степенна CVT скоростна кутия, а 1.4 може да се поръча само с 5-степенната ръчна и автоматичната кутия. Нивата на оборудване се наричат LE, LS и LX. Първото се предлага като базово, но въпреки това предлага Airbag за шофьора, пиропатрони на предните колани, ел. стъкла, ел. регулиране на фаровете във височина, регулиране на волана във височина, централно заключване, имобилайзер, деляема задна седалка, брони в цвета на купето, трети стоп и хромирана предна решетка. Към тези екстри с LS се добавя едно по-пълно арматурно табло, включващо оборотомер и термометър отчитащ външната температура, централно заключване с дистанционно управлене, шофьорска седалка с регулируема височина, възможност за кожен или Alcantara салон и задни подглавници на седалките. Най-високото ниво серийно предлага към всичко дотук климатик, ел. огледала, халогенни фарове, махагонови апликации, алуминиеви джанти. Екстри, за които се доплаща дори в LX остават система ABS, електрически шибидах, мултифункционален волан, втори Airbag. За двигателя 1.1 се предлага само оборудването LЕ, за 1.2-LE и LS, а за 1.4-LS и LX.
През 1997 година моторът 1.4 е заменен от изцяло новият тогава за групата FIAT двигател 1.2 16V. Той дебютира именно в Ланча Y. Този двигател е отново от серията FIRE, но получава изцяло новата цилиндрова глава с два разпределителни вала и 16 клапана. Горивоподаването е посредством многоточков инжекцион на Magneti Marelli. Двигателят развива 86 конски сили и има въртящ момент от 113 Nm. Този двигател се счита за един от най-добрите в класа си по това време. През същата година, поради сравнително високите цени в сравнение с конкуренцията, е пусната в продажби версията Elefantino Blu (синьо слонче), която е предназначена предимно към по-младите, не толкова финансово способни купувачи. Тя е с по-скромно оборудване като се отличава с решетка в цвета на купето, табло с бял циферблат и 2 малки сини слончета на колоните на вратите. Разбира се, към нея също могат да бъдат поръчвани и допълнителни екстри, между които дори климатик. Elefantino Blu се оборудва единствено с най-малкия агрегат 1.1. Появата на тази версия довежда и до разработка на още 1 оборудване – Elefantino Rosso (червено слонче). То е предвидено като спортна версия и е единствено за версията с най-мощния двигател. Разпознаваема е по решетката на радиатора в цвета на купето, червените слончета на колоните на вратите, специалните 15-цолови алуминиеви джанти, както и спортната разцветка на салона. Като предлагани екстри това оборудване е аналогично с LX, но при него се цели повече спортно излъчване и усещане. Разликата се прави от спортното окачване и по-късите предавки на скоростната кутия. Въпреки това, максималната скорост остава една и съща.
През 2000 година моделът получава фейслифт. Той леко засяга външността, като промените са различна предна броня, нови задни светлини, нов дизайн на алуминиевите джанти и леки промени в профила на колата. В интериора е променен волана (вече по-близък с този на Lancia Lybra), нов скоростен лост, нов дизайн на седалките и др. Новост е, че двигателят с обем 1.1 литра отпада от гамата, поради новонавлязлата норма за вредни емисии Euro 3, и така базов двигател остава 8-клапановият 1.2. 16-клапановата версия е с редуцирана на 80 к.с. мощност. Нивата на оборудване се запазват същите като вече в най-високото серийно се предлага втори Airbag, а срещу доплащане-сателитна радионавигационна система.
Също така в последните години на производство са представени някои специални версии. Сред тях са вдъхновената от едноименното списание версия Cosmopolitan, луксозната UNICA, практичната Dodo, както и версиите Vanity и Nuova LS.
През 2003 година Lancia Y е окончателно изтеглена от производство, отстъпвайки място за новата Lancia Ypsilon. Общият брой произведени екземпляри се изчислява на около 800 000.

### Гама от двигатели
| Вариант          | Наличност                     | Тип двигател                  | Обем (см3) | Мощност                         | Впръскване на горивото                    | Вредни емисии CO2(гр./км) | Максимален въртящ момент | 0–100 км/ч(секунди) | Максимална скорост(км/ч) | Среден разход на гориво(л/100 км) |
| 1.1 F.I.R.E. 8V  | от дебютът до 2000 г.         | 4-цилиндров, редови, бензинов | 1108       | 40 kW (55 к.с.) при 5500 об/мин | Едноточков инжекцион IAW Magneti Marelli  | 120                       | 86 Nm при 2750 об/мин    | 15.1                | 150                      | 6.2                               |
| 1.2 F.I.R.E. 8V  | от дебютът до 2000 г. 2000    | 4-цилиндров, редови, бензинов | 1242       | 44 kW (60 к.с.) при 5500 об/мин | Едноточков инжекцион IAW Magneti Marelli  | 136                       | 102 Nm при 3000 об/мин   | 13.1                | 163                      | 6.7                               |
| 1.2 F.I.R.E. 16V | от 1997 г. до края на 2000 г. | 4-цилиндров, редови, бензинов | 1242       | 63 kW (86 CV) при 6000 об/мин   | Многоточков инжекцион IAW Magneti Marelli | 156                       | 113 Nm при 4500 об/мин   | 10.9                | 177                      | 7.1                               |
| 1.4 12V          | от дебютът до края на 1997 г. | 4-цилиндров, редови, бензинов | 1370       | 59 kW (80 к.с.) при 6000 об/мин | Едноточков инжекцион Bosch Monomotronic   | 140                       | 112 Nm при 4000 об/мин   | 12.4                | 170                      | 7.8                               |
| 1.2 F.I.R.E. 8V  | dal 2001 a fine 2003          | 4-цилиндров, редови, бензинов | 1242       | 44 kW (60 к.с.) при 5000 об/мин | Многоточков инжекцион IAW Magneti Marelli | 136                       | 104 Nm при 2500 об/мин   | 14.1                | 160                      | 5.7                               |
| 1.2 F.I.R.E. 16V | от 2001 г. до края на 2003 г. | 4-цилиндров, редови, бензинов | 1242       | 59 kW (80 к.с.) при 5000 об/мин | Многоточков инжекцион IAW Magneti Marelli | 144                       | 114 Nm при 4000 об/мин   | 11.2                | 174                      | 6.0                               |

## Втора генерация
Ланча Ипсилон II започва да се произвежда през 2003. Кодовото ѝ име е тип 843. От 2003 до 2005 моделът се сглобява в Мелфи, като през 2005 производството се премества в Термини Имплезе в Палермо. Моделът е базиран на компактната платформа на ФИАТ и подобрена от специалистите от Торино. Този модел е асоцииран и като „моден автомобил“ поради множеството цветови комбинации и сътрудничеството с водещи модни марки. През 2006 Ланча Ипсилон II претърпява фейслифт. Характерна черта на модела е така наречената Би-колорна структура – покривът и останалата част от купето са в два различни цвята.

### Специални версии
- Ланча Ипсилон Елле
- Ланча Ипсилон Версус
- Ланча Ипсилон Спорт
- Ланча Ипсилон Спарт Момо Дезайн